# 政合国
政合国（英語：Real union），又稱事合國，指两个或两个以上主權國家缔结条约、形成一个新的国际主体的一种国家联合形式，是複合国的一种，但在歷史上僅出現在君主制國家。其具有某些共同的政治机关，内政上成员国各自独立，在对外关系上则合为一体，以联合体的名义活动，成员国个别地则不是国际法主体。与君合国不同，这种联合关系的法律基础是条约，结合比较持久和牢固，在国际法上与聯邦相近。
歷史上的政合國大多出現在歐洲，例如1569年-1795年的波蘭與立陶宛兩國合併為波蘭立陶宛聯邦，1867年—1918年的奧地利與匈牙利合組為奥匈帝国等。目前已无政合国存在。